# NGC 127
NGC 127 ist eine Spiralgalaxie vom Hubble-Typ Sa im Sternbild Fische auf der Ekliptik. Sie ist etwa 188 Millionen Lichtjahre von der Milchstraße entfernt und hat einen Durchmesser von etwa 45.000 Lichtjahren. Ihre Bewegungsrichtung und Radialgeschwindigkeit scheinen anzuzeigen, dass es sich um ein Mitglied der Galaxiengruppe um NGC 128 handelt.
Im selben Himmelsareal befinden sich unter anderem die Galaxien IC 17, PGC 1822, PGC 212533, PGC 1243297.
Das Objekt wurde am 4. November 1850 von dem irischen Astronomen Bindon Blood Stoney, einem Assistenten von William Parsons, als nebliges Objekt entdeckt.